# 국제선거제도재단

국제선거제도재단(International Foundation for Electoral Systems,IFES)은 1987년에 설립된 선거제도 발전에 대한 국제 비정부 기구이다.